# ITunes Ping
iTunes Ping（略語にPing）とはAppleが開発運営していたソフトウェア型音楽ソーシャルネットワークおよびレコメンダシステムサービスである。2010年9月1日、iTunes 10のリリース時にスタートした。サービス開始時世界23カ国で100万人が会員になった[a]。
このサービスではユーザーはアーティストをフォローし、友達とアーティスト両方によるタイムリーな短い投稿を見ることができた。またiTunesを通してiPhoneやiPod touchからアクセスできた。
2012年9月30日にAppleは正式にサービスを終了しiTunesのFacebookやTwitterへの統合に移行された。

## 歴史

### 名称
2010年9月1日にPingが公式に発表された後、ゴルフ用具メーカーPINGの親会社であるカーステン・マニュファクチャリングが声明で、Appleのソーシャルネットワーク名に関しAppleのiTunesアプリケーションを使った接続でPingの商標を使用する契約をAppleと締結したと発表した。

### 発表
AppleのCEOスティーブ・ジョブズはPingの発表で「FacebookとTwitterがiTunesに出会ったようなもの」と説明したが、「PingはFacebookでもTwitterでもない」とも述べた代わりに「全ての音楽に対して格別に素晴らしい」と説明した。Pingの登場でMySpaceの衰退に直接繋がるという予測も多数あったが、MySpaceは音楽を通して存在感を保持し続けている。

### 支持
コールドプレイのボーカリストクリス・マーティンがiTunes pingのイベントで「Viva La Vida」と「Yellow」、そして新曲の「Wedding Bells」を披露した。レディー・ガガもサービスの実用的デモの一部としてビデオメッセージを寄せたが、一方でAppleはレディー・ガガのプロモーションショットに関して同性婚関連の書き込みを検閲した。

## 問題

### Facebook
ジョブズはPingの発表でFacebookとの統合を含めたサービスの基本機能に関するデモを披露したが、正式スタート後間もなく、Facebookとの統合機能は削除されているとユーザーの間で話題になった。
ウォール・ストリート・ジャーナルのテクノロジーコラムニストであるカラ・スウィッシャーによるインタビューでジョブズはAppleとFacebookとの合意がまとまらなかった上、Facebookが「Appleが合意できない面倒な条件」を望んだと述べている。しかし、Appleは認証なしでFacebookと統合したPingをスタートさせ、その後FacebookはPingがリンクするのに必要なアプリケーションプログラミングインタフェース(API)へのアクセス拒否を行った。その結果Ping接続を行ったFacebookでiTunesユーザーの友達を検索できなくなった。
PingにてFacebookとの統合を提供するためにAppleはFacebookのAPIを通してユーザー情報を回収しなければならず、APIは無料でサードパーティに提供されるが、Pingのようなサービスでは24時間ごとに1億人以上が情報をリクエストする可能性があるためこの場合Facebookの開発者規約に基づきFacebookの使用条件を交渉する必要がある。

### スパム
Pingのスタートから24時間後、スパムで溢れかえったという報告があった。詐欺目的のスパム送信者はiTunesのプロフィールとポスト上リンクをオンラインアンケート記入と引き換えの「iPhoneを無料で」「iPadを無料で」といった数あるインターネット詐欺のために作成していた。ほとんどの部分で疑わしいリンクはブリトニー・スピアーズ、レディー・ガガ、ケイティ・ペリー、U2といったPing公式サイトでお勧めアカウントとして掲載されていたPing上の全ての人気アーティストページのコメント欄に投稿されていた。
セキュリティ・ベンダーのソフォスは伝えられるところによるとAppleがPingでスパム無しやURLフィルタリングを設定しておらずコメントスパムに晒されたままであることに困惑していると表明した。MacRumorsによると「最初の『iPhoneを無料で』スパム攻勢は無効にされるまで最大4時間も続いた。」としている。PC Worldはもしソフォスの主張が正しい場合「非常に驚く。Appleはプロフィール写真をフィルタリングしているのではないかと考える。」と述べている。

### 偽アカウント
2010年9月2日、シンガーソングライターのベン・フォールズがTwitterでPingにて自身の名前のアカウントが作成されているのを見て自分自身が作成したものではないと述べた。ソフォスのシニアテクノロジーコンサルタントであるグラハム・クラリーは「Facebookのようなサイトを通して広範囲に広がる詐欺に使用されてしまうが、明らかに不十分なPingのフィルタリングは詐欺師にとって新しい活動場所になっている。」と述べている。

### 利用制限
このサービスは当初iTunes Storeを制限無く使用出来る23カ国で使用できた。これによってiTunes Storeへのアクセスが不可能か制限されている国であるチェコ、クロアチア、コソボ、アルバニア、インドではPingへのアクセスは不可能だった。

## 閉鎖
Appleは2012年9月30日にサービスを終了し、FacebookとTwitterに統合されたiTunesに移行した。

## サービス
ユーザーは自分の友人がどんな音楽を買ってレビューしているかを知ることや、iTunesを通して聴く音楽の自分と同じ好みを持つ人のパーソナライズされたチャートリストを受け取る事もできた。加えて、自分の友人が行くコンサートの情報を受け取る事でそれに応える形でチケットを購入することも可能だった。

## 評価
Pingに対する好意的な評価として、ビジネスインサイダーは「感動した」「普段からこのサービスを使用できるように見える」と、Wiredは「Pingは他の音楽ソーシャルネットワークに対して重要なアドバンテージである」と、GigaOMは「ソーシャルコマースの未来」と、ReadWriteWebは「OK」として「可能性を感じる」とそれぞれ述べている。MacTechでは初期ユーザーによる批判（ポッドキャストやiOSアプリケーションとの統合が無いなど）を列挙しながらも、最終的にサービスは「音楽マニアにとってかなり便利なソーシャルネットワーク」になるだろうと結論づけた。
ガーディアンは既存のソーシャルネットワークとの統合が欠けていると批判し、NowPublicは人気アーティストやユーザーが状況を更新する投稿といった基本的なソーシャルネットワークでの相互作用が欠けていることを批判し続けた。CNNはPingを2010年のもっとも大きい10の技術的失敗の1つに選出した。この「トップ10」には他にAppleのiPhone 4でのアンテナゲートやGoogle Buzz、Diggの再始動が挙げられている。